# CONCACAF Champions' Cup 1987
La CONCACAF Champions' Cup 1987 è stata la 23ª edizione della massima competizione calcistica per club centronordamericana, la CONCACAF Champions' Cup.

## Nord/Centro America

### Nord
| Squadra 1       | Totale | Squadra 2           | Andata | Ritorno |
| --------------- | ------ | ------------------- | ------ | ------- |
| St. Louis Kutis | 0 - 4  | Monterrey           | 0 - 1  | 0 - 3   |
| América         | 4 - 0* | San Pedro Yugoslavs | 2 - 0  | 2 - 0   |

- San Pedro Yugoslavs ritirato; andata e ritorno vinte 2-0 tav. dall'América.*
- Club América e CF Monterrey qualificate alle Semifinali.

### Centro
Primo turno
| Squadra 1      | Totale | Squadra 2      | Andata | Ritorno |
| -------------- | ------ | -------------- | ------ | ------- |
| Hankook Verdes | 1 - 8  | Real CD España | 0 - 2  | 1 - 6   |
| C.D. Olimpia   | 9 - 2  | Coke Milpross  | 8 - 1  | 1 - 1   |

### Secondo turno
Gruppo 1
Tegucigalpa, Honduras
| Squadra         | G | V | N | P | GF | GS | DR | Pti |
| --------------- | - | - | - | - | -- | -- | -- | --- |
| 1. CD Olimpia   | 3 | 2 | 1 | 0 | 3  | 1  | +2 | 5   |
| 2. CS Herediano | 3 | 1 | 2 | 0 | 3  | 1  | +2 | 4   |
| 3. C.D. Águila  | 3 | 1 | 1 | 1 | 6  | 3  | +3 | 3   |
| 4. Galcasa      | 3 | 0 | 0 | 3 | 1  | 7  | -6 | 0   |

!
| Squadra 1    | Risultato | Squadra 2    |
| ------------ | --------- | ------------ |
| CS Herediano | 1 - 1     | C.D. Águila  |
| C.D. Olimpia | 1 - 0     | Galcasa      |
| C.D. Águila  | 4 - 1     | Galcasa      |
| C.D. Olimpia | 0 - 0     | CS Herediano |
| Galcasa      | 0 - 2     | CS Herediano |
| C.D. Olimpia | 2 - 1     | C.D. Águila  |

|}*Olimpia e Herediano avanzano al terzo turno.
Gruppo 2
San Salvador, El Salvador
| Squadra               | G | V | N | P | GF | GS | DR | Pti |
| --------------------- | - | - | - | - | -- | -- | -- | --- |
| 1. Deportivo Saprissa | 3 | 1 | 2 | 0 | 6  | 4  | +2 | 4   |
| 2. Real CD España     | 3 | 2 | 0 | 1 | 4  | 4  | 0  | 4   |
| 3. Aurora F.C.        | 3 | 1 | 1 | 1 | 2  | 2  | 0  | 3   |
| 4. Alianza F.C.       | 3 | 0 | 1 | 2 | 5  | 7  | -2 | 1   |

!
| Squadra 1          | Risultato | Squadra 2          |
| ------------------ | --------- | ------------------ |
| Aurora F.C.        | 0 - 1     | Real CD España     |
| Alianza F.C.       | 3 - 3     | Deportivo Saprissa |
| Aurora F.C.        | 0 - 0     | Deportivo Saprissa |
| Alianza F.C.       | 1 - 2     | Real CD España     |
| Deportivo Saprissa | 3 - 1     | Real CD España     |
| Alianza F.C.       | 1 - 2     | Aurora F.C.        |

|}
- Saprissa e Real CD España avanzano al terzo turno.

Terzo turno
Estadio La Sabana - San José, Costa Rica.
| Squadra               | G | V | N | P | GF | GS | DR | Pti |
| --------------------- | - | - | - | - | -- | -- | -- | --- |
| 1. CD Olimpia         | 3 | 2 | 0 | 1 | 6  | 3  | +3 | 4   |
| 2. Deportivo Saprissa | 3 | 2 | 0 | 1 | 7  | 6  | +1 | 4   |
| 3. CS Herediano       | 3 | 2 | 0 | 1 | 6  | 7  | -1 | 4   |
| 4. Real CD España     | 3 | 0 | 0 | 3 | 3  | 6  | -3 | 0   |

!
| Squadra 1          | Risultato | Squadra 2          |
| ------------------ | --------- | ------------------ |
| CS Herediano       | 3 - 2     | Real CD España     |
| Deportivo Saprissa | 1 - 4     | CD Olimpia         |
| CD Olimpia         | 1 - 0     | Real CD España     |
| CS Herediano       | 1 - 4     | Deportivo Saprissa |
| Deportivo Saprissa | 2 - 1     | Real CD España     |
| CS Herediano       | 2 - 1     | CD Olimpia         |

|}
- CD Olimpia e Saprissa avanzano alle Semifinali.

### Semifinali Nord-Centro
| Squadra 1          | Totale | Squadra 2    | Andata | Ritorno |
| ------------------ | ------ | ------------ | ------ | ------- |
| Deportivo Saprissa | 3 - 4  | Club América | 2 - 2  | 1 - 2   |
| CD Olimpia         | 2 - 3  | Monterrey    | 0 - 1  | 2 - 2   |

### Finale Nord/Centro America
| Squadra 1    | Totale | Squadra 2 | Andata | Ritorno |
| ------------ | ------ | --------- | ------ | ------- |
| Club América | 5 - 3  | Monterrey | 3 - 3  | 2 - 0   |

## Caraibi

### Primo turno
| Squadra 1                 | Totale          | Squadra 2               | Andata | Ritorno |
| ------------------------- | --------------- | ----------------------- | ------ | ------- |
| Golden Star               | 4 - 0           | Uptown Rebels           | 3 - 0  | 1 - 0   |
| MG Renegades              | 3 - 4           | Club Franciscain        | 2 - 0  | 1 - 4   |
| L'Etoile de Morne-à-l'Eau | 3 - 3 (4-3 pen) | Harbour View F.C.       | 3 - 1  | 0 - 2   |
| VSADC                     | 5 - 3           | Juventus de Sainte Anne | 5 - 1  | 0 - 2   |
| Rick's Superstars         | 1 - 5           | Trintoc                 | 1 - 2  | 0 - 3   |

### Secondo turno
| Squadra 1          | Totale | Squadra 2                 | Andata | Ritorno |
| ------------------ | ------ | ------------------------- | ------ | ------- |
| Golden Star        | 0 - 1  | Trintoc                   | 0 - 1  | 0 - 0   |
| Defence Force F.C. | 4 - 2  | Club Franciscain          | 4 - 2  | {{{7}}} |
| VSADC              | 2 - 4* | L'Etoile de Morne-à-l'Eau | 1 - 1  | 1 - 3   |

- L'Etoile de Morne-à-l'Eau probabilmente ritirata dopo le due gare.*

### Turno Finale
| Squadra 1          | Totale | Squadra 2 | Andata | Ritorno |
| ------------------ | ------ | --------- | ------ | ------- |
| Defence Force F.C. | 3 - 2  | Trintoc   | 2 - 1  | 1 - 1   |

## Finale CONCACAF
| [[ Port of Spain, Trinidad e Tobago]] 1987-10-21     | Defence Force F.C. | 1 – 1    | Club America | Hasely Crawford Stadium |
| \| \| \| \| \| Sutton 7’ \| Marcatori \| 43’ Luna \| |                    |          |              |                         |
|                                                      |                    |          |              |                         |
| Sutton 7’                                            | Marcatori          | 43’ Luna |              |                         |

| [[ Città del Messico - Messico]] 1987-10-28           | Club America | 2 – 0 | Defence Force F.C. | Estadio Azteca |
| \| \| \| \| \| Luna 63’ Santos 90’ \| Marcatori \| \| |              |       |                    |                |
|                                                       |              |       |                    |                |
| Luna 63’ Santos 90’                                   | Marcatori    |       |                    |                |

## Campione
| CONCACAF Champions' Cup 1987 Campioni |
| ------------------------------------- |
| Messico (bandiera)                    |
| América Secondo titolo                |